# François Georges-Picot

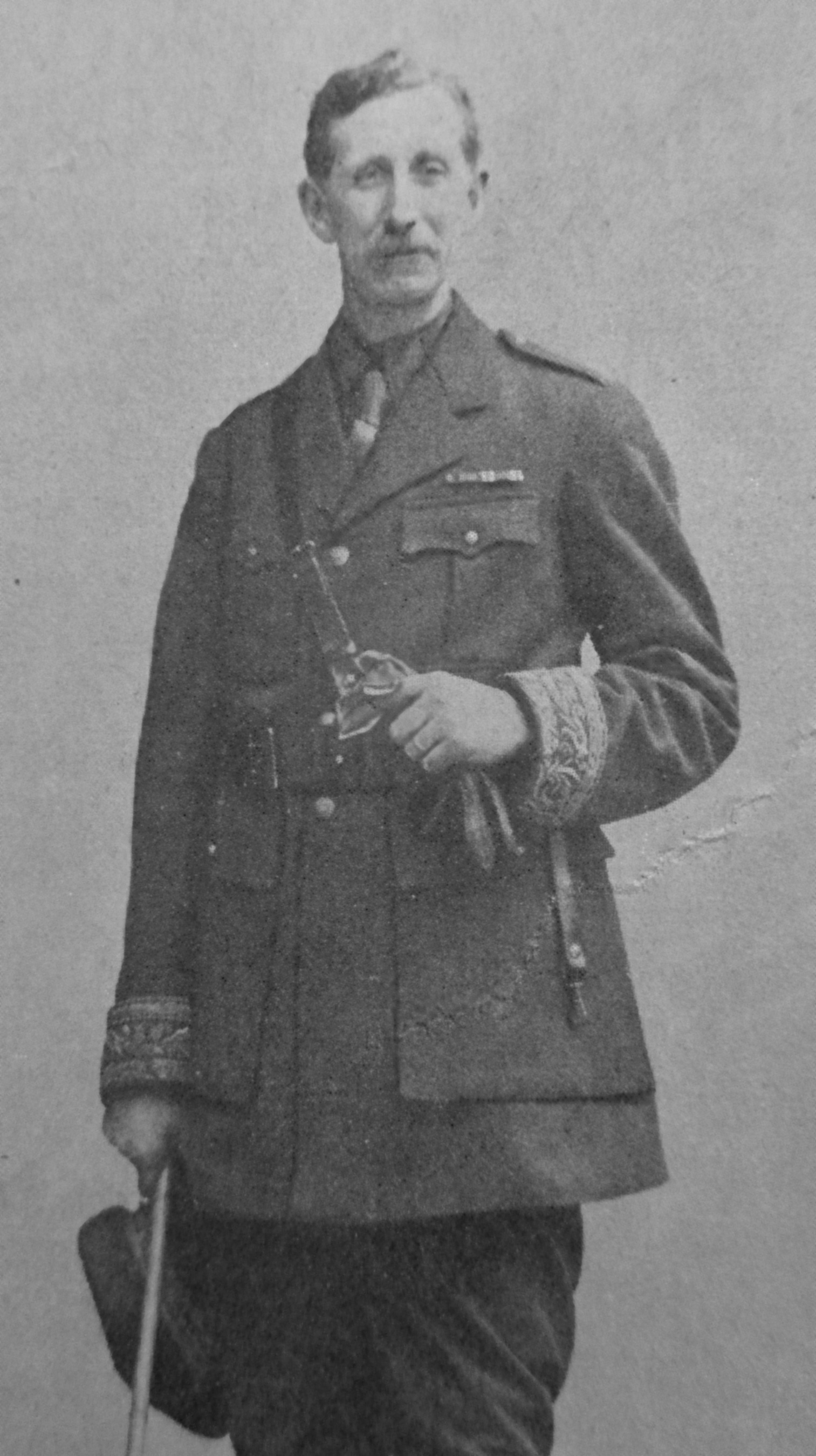
François Georges-Picot, 1918

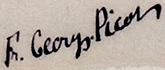
Unterschrift

François Georges-Picot (* 21. Dezember 1870 in Paris; † 20. Juni 1951 ebenda) war ein französischer Diplomat und Militär.

## Leben
François Georges-Picot war ein Sohn des Juristen Georges Picot und dessen Ehefrau Marthe Bachasson de Montalivet. Seine Schwester Geneviève Georges-Picot war mit dem Literaturwissenschaftler und Politiker Jacques Bardoux verheiratet und Großmutter des späteren französischen Staatspräsidenten Valéry Giscard d’Estaing.
Er diente unter anderem als Generalkonsul in Beirut. Während des Ersten Weltkriegs unterzeichnete er mit dem Briten Sir Mark Sykes das Sykes-Picot-Abkommen. In diesem Abkommen teilten Großbritannien und Frankreich die arabischen Provinzen des Osmanischen Reichs unter sich in politische Einflusszonen auf. Picot war Anhänger eines „Syrie intégrale“. Dieses sollte unter französischem Mandat stehen und von Alexandretta (İskenderun) zum Sinai und von Mossul bis ans Mittelmeer reichen.
1923 amtierte Georges-Picot als Gesandter in Bulgarien und unterstützte dort den Juniputsch gegen die agrarische Regierung von Aleksandar Stambolijski, da er diesen als „Proto-Bolschewisten“ sah. Er wurde später Vertreter der französischen Botschaft in London.